# East Malling Research Station

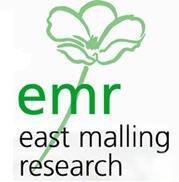

East Malling Research est une société (désormais privée) située à East Malling dans le comté du Kent en Angleterre. C'est un des principaux fournisseurs mondiaux de semences pour l'agriculture et l'arboriculture fruitière.

## Histoire
Une station de recherche fut créée sur le site d'East Malling en 1913 à l'initiative des cultivateurs de fruits de la région. Les bâtiments d'origine sont toujours présents aujourd'hui. Avec le temps, de nombreuses recherches importantes y ont été faites dans le domaine de l'agronomie. Les plus importantes découvertes sont relatives à la croissance des végétaux, l'arboriculture fruitière (particulièrement le développement de porte-greffes), hybride de fruit, stockage des fruits et le contrôle des maladies phyto-sanitaires.